# 3rd Eye Girl
3rd Eye Girl was de begeleidingsband van Prince vanaf 2012 tot aan zijn overlijden in 2016.

## Discografie
- PLECTRUMELECTRUM - 2014

## Bezetting
- Hannah Welton – drums, zang (sinds 2012)
- Donna Grantis – gitaar, zang (sinds 2012)
- Ida Kristine Nielsen – bass, zang (sinds 2012)